# Lobbträsket, Västerbotten
Lobbträsket är en sjö i Robertsfors kommun i Västerbotten och ingår i Kålabodaåns huvudavrinningsområde. Sjön har en area på 0,177 kvadratkilometer och ligger 41 meter över havet. Sjön avvattnas av vattendraget Myrrisbäcken.

## Delavrinningsområde
Lobbträsket ingår i det delavrinningsområde (714681-175725) som SMHI kallar för Mynnar i Lillån. Medelhöjden är 56 meter över havet och ytan är 7,18 kvadratkilometer. Det finns inga avrinningsområden uppströms utan avrinningsområdet är högsta punkten. Myrrisbäcken som avvattnar avrinningsområdet har biflödesordning 3, vilket innebär att vattnet flödar genom totalt 3 vattendrag innan det når havet efter 14 kilometer. Avrinningsområdet består mestadels av skog (54 procent), öppen mark (15 procent) och jordbruk (24 procent). Avrinningsområdet har 0,18 kvadratkilometer vattenytor vilket ger det en sjöprocent på 2,4 procent.